# Guyana op de Olympische Zomerspelen 1968
Guyana nam deel aan de Olympische Zomerspelen 1968 in Mexico-Stad, Mexico. De vijf deelnemers wonnen geen enkele medaille.

## Deelnemers en resultaten

### Atletiek
| Olympiër      | Discipline   | Resultaat | Prestatie |
| ------------- | ------------ | --------- | --------- |
| Harry Prowell | marathon (m) | 50e       | 2:57.01   |

### Boksen
| Olympiër      | Discipline | Resultaat | Prestatie                                                                       |
| ------------- | ---------- | --------- | ------------------------------------------------------------------------------- |
| Dhanraj Singh | -54kg (m)  | 17e       | 1ste ronde: vrij 2de ronde: V van KEN Mbugua: 0-5                               |
| Charles Amos  | -75kg (m)  | 9e        | 1ste ronde: vrij 2de ronde: V van POL Rudkowski: scheidsrechterlijke beslissing |

### Gewichtheffen
| Olympiër      | Discipline  | Resultaat | Prestatie                                                                               |
| ------------- | ----------- | --------- | --------------------------------------------------------------------------------------- |
| Rudolph James | -82,5kg (m) | 19e       | duwen: 20ste met 120kg trekken: 12de met 127,5kg stoten: 10de met 165kg totaal: 412,5kg |

### Wielersport
| Olympiër     | Discipline  | Resultaat | Prestatie                                  |
| Baan         | Baan        | Baan      | Baan                                       |
| ------------ | ----------- | --------- | ------------------------------------------ |
| Aubrey Bryce | spint (m)   | 9e        | serie 14: 3de 1ste ronde herkansingen: 3de |
| Aubrey Bryce | tijdrit (m) | 31e       | 1.12,73                                    |

Afghanistan · Algerije · Amerikaanse Maagdeneilanden · Argentinië · Australië · Bahama's · Barbados · België · Bermuda · Birma · Bolivia · Bondsrepubliek Duitsland · Brazilië · Brits-Honduras · Bulgarije · Canada · Centraal-Afrikaanse Republiek · Ceylon · Chili · Colombia · Congo-Kinshasa · Costa Rica · Cuba · Denemarken · Dominicaanse Republiek · Duitse Democratische Republiek · Ecuador · El Salvador · Ethiopië · Fiji · Filipijnen · Finland · Frankrijk · Ghana · Griekenland · Groot-Brittannië · Guatemala · Guinee · Guyana · Honduras · Hongarije · Hongkong · Ierland · IJsland · India · Indonesië · Irak · Iran · Israël · Italië · Ivoorkust · Jamaica · Japan · Joegoslavië · Kameroen · Kenia · Koeweit · Libanon · Libië · Liechtenstein · Luxemburg · Madagaskar · Maleisië · Mali · Malta · Marokko · Mexico · Monaco · Mongolië · Nederland · Nederlandse Antillen · Nicaragua · Nieuw-Zeeland · Niger · Nigeria · Noorwegen · Oeganda · Oostenrijk · Pakistan · Panama · Paraguay · Peru · Polen · Portugal · Puerto Rico · Roemenië · San Marino · Senegal · Sierra Leone · Singapore · Soedan · Sovjet-Unie · Spanje · Suriname · Syrië · Taiwan · Tanzania · Thailand · Trinidad en Tobago · Tunesië · Turkije · Tsjaad · Tsjecho-Slowakije · Uruguay · Venezuela · Verenigde Arabische Republiek · Verenigde Staten · Vietnam · Zambia · Zuid-Korea · Zweden · Zwitserland